# Borgu (regione)

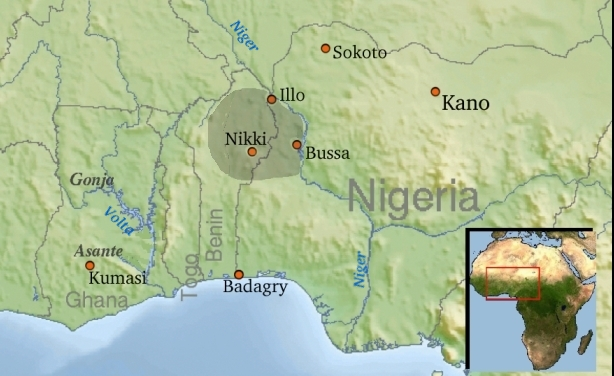
Localizzazione del Borgu con i confini attuali.

Il Borgu è una regione storica dell'Africa occidentale, oggi divisa tra gli stati del Benin e della Nigeria. È abitata prevalentemente dall'etnia Bariba o Borgawa.

## Storia
Secondo la leggenda di Kisra, nota in tutto il Borgu, i piccoli regni del paese furono fondati da Kisra, un eroe che secondo una tradizione orale emigrò da Birnin Kisra ("la città di Kisra") in Arabia. Si dice che i suoi fratelli siano stati i fondatori dei tre regni di Illo, Bussa e Nikki, e che altri discendenti ne abbiano costituito l'aristocrazia dominante.

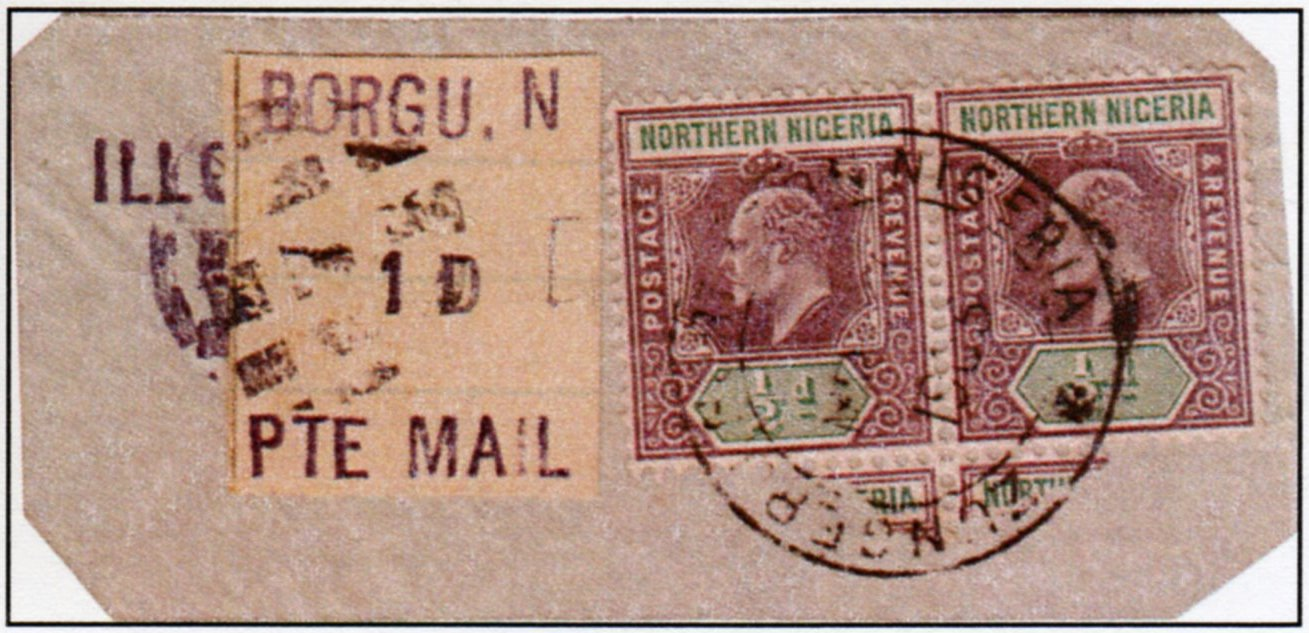
Francobolli coloniali britannici per il protettorato della Nigeria settentrionale utilizzati a Borgu e Zungeru

Durante l'era coloniale, l'area era all'interno del territorio rivendicato dalla Royal Niger Company, ma la rivalità tra Gran Bretagna e Francia per il controllo del commercio sul fiume Niger portò all'occupazione di parte della regione da parte dei francesi, ad esempio a Illo, e allo stazionamento della Royal West African Frontier Force a Yashikera e altrove. La questione fu risolta dall'accordo di delimitazione anglo-francese, e in seguito la sezione orientale di Borgu divenne parte del protettorato della Nigeria settentrionale. Furono istituiti avamposti britannici lungo il fiume Niger e a Jebba, Zungeru, Lokoja e Illo, e fu istituita una rotta postale per le comunicazioni con la Gran Bretagna.

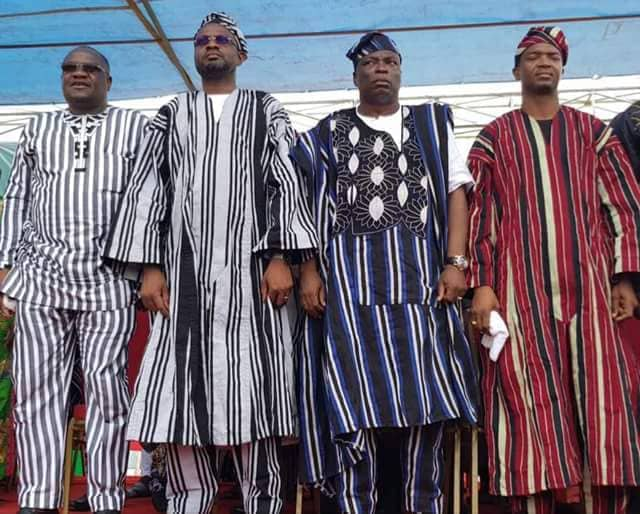
Il taako, abito tradizionale della regione.

Nonostante la loro separazione dettata dal confine coloniale, ci sono ancora molti scambi culturali tra i piccoli regni di Borgu situati in Benin e Nigeria. I tre regni principali di Bussa, Illo e Nikki sono noti ciascuno per una caratteristica distintiva: Bussa è tradizionalmente considerato il centro spirituale di Borgu, Nikki il centro del potere politico e Illo l'emporio commerciale.